# Stomme Kapel

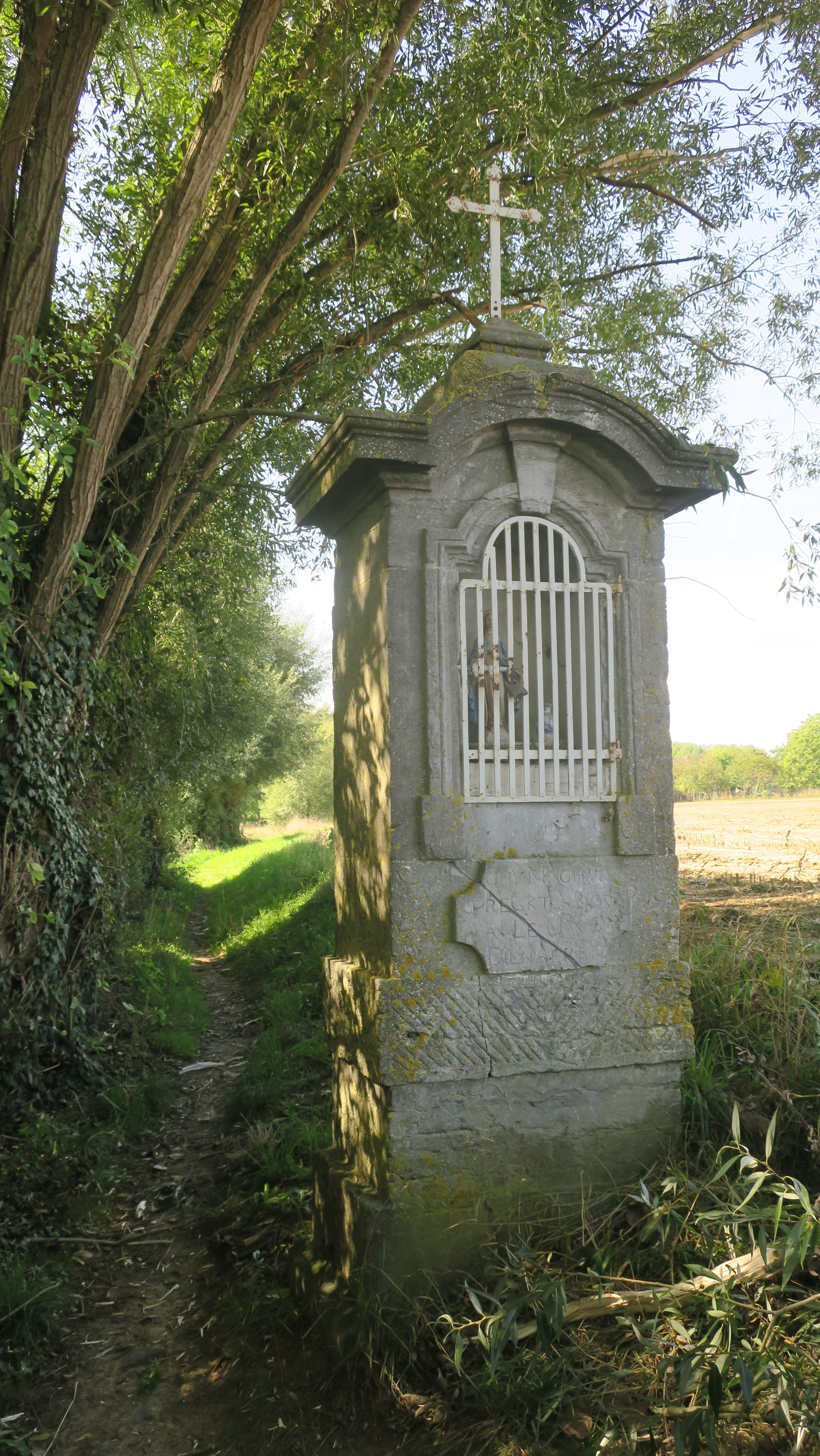
De Stomme Kapel. Foto: Anne-Mie Havermans.

De Stomme Kapel is een pijlerkapel in de Vlaams-Brabantse gemeente Herne. De pijlerkapel is gelegen naast voetweg 53, ook gekend als "Stomme Ommegang". Deze voetweg verbindt de Kapellestraat met de Ninoofsesteenweg. De kapel is te situeren in de onmiddellijke omgeving van het Kartuizerklooster.

## Historiek
De pijlerkapel werd gebouwd in 1712 en is daarmee een van de oudst bewaarde kapellen van het Pajottenland. De kapel is terug te vinden op zowel de Villaretkaart als op de Ferrariskaart. Er wordt gezegd dat de kapel gebouwd is met de restanten van het gastenkwartier van het Kartuizerklooster.
De kapel heeft zijn bijnaam de "Stomme Kapelle" te danken aan de legende van Modest Wielant. Hij werd stom door een beroerte en herkreeg zijn spraak na het rechtzetten van de omgekantelde kapel. Tot voor WO II kwamen er veel bedevaarders om genezing vragen voor hun stomme kinderen. Ze gingen hiervoor water halen aan de bron "Onze-Lieve-Vrouweborre" gelegen in de Diependaal, een weide langs de Leenstraat.  
Een andere hypothese voor de bijnaam van de kapel zou zijn dat de Kartuizers op zondag enkel toestemming hadden om een stilzwijgende wandeling te doen tot aan de kapel en terug.

## Architectuur
De Stomme Kapel is volledig uitgewerkt in blauwe hardsteen. Onder de nis staat er een opschrift “ghY Maghet spreCkt Voor aLLe UWe Dienaeren”. De kapel wordt bekroond door een witgeschilderd smeedijzeren topkruis. Het beeld van Onze-Lieve-Vrouw in de nis is afgeschermd door een wit smeedijzeren hekken. 
De kapel is in eigendom van de gemeente en werd in 2003 gerestaureerd. 